# بنو يفرن
بَنُو يَفْرَن من قبائل الأمازيغ التي سكنت شمال أفريقيا واستعملت الكهوف والمغارات. وتعني إفري بالأمازيغية الكهف وجمعا إفران ومنها جاءت أفريقيا نسبة لسكان شمالها. دافع بنو يفرن عن أرضهم، شمال أفريقيا، طوال التاريخ وتصدوا للاحتلال الفينيقي والروماني والبيزنطي ويذكر انهم كانوا بجانب الكاهنة وفي الصفوف الأمامية ضد العباسيين والأمويين وكونوا فيما بعد دولة إسلامية بعد دخول الإسلام.
وقد ذكرهم ابن خلدون على أنهم من قبائل زناتة  وقد كونوا أيضا دولة أمازيغية نشأت في شمال الجزائر بين 942 و1066.[بحاجة لمصدر]
ويطلق اسم يفرن أو افران لعدة مدن في شمال أفريقيا كمدينة يفرن في ليبيا التي يسكنها عدد من الأمازيغ ومدينة يفران المغربية في أعالي جبال الأطلس، وإفران الأطلس الصغير بجنوب المغرب وهناك أيضا مغارات جيولوجية في المغرب تسمى بيفرن.

## النسب
هم بنو يفرن بن يصلتين بن مسرا بن زاكيا بن ورسيك بن الديرت بن زناتة وقيل «بنو يفرن» بن مرة بن ورسيك بن زناتة.

## تاريخ

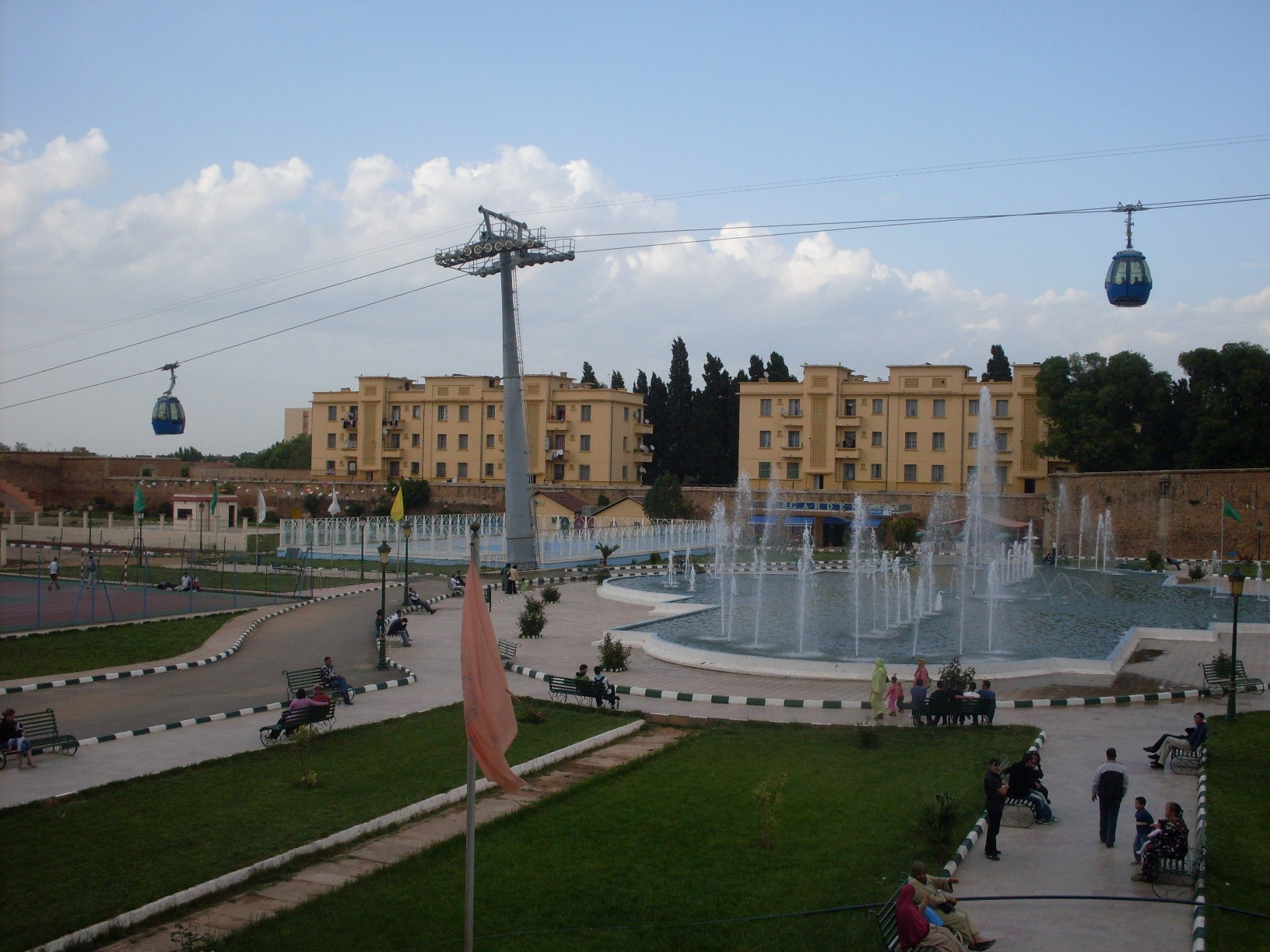
مدينة تلمسان عاصمة دولة بني يفرن

أواسط القرن 8 ميلادي جمع أبو قرة اليفرني كل بني يفرن الثائرين ضد السلطة الأموية ثم العباسية وعاد منتصرا إلى عاصمته (اقادير) التي أصبحت تسمى تلمسان وفي سنة 779 ميلادي تحالف أبو قرة مع إدريس الأكبر مؤسس دولة الأدارسة المناويء للعباسيين أيضا وقاموا بمهاجمة الرستميين.[بحاجة لمصدر]
بعد ظهور الدولة الفاطمية الشيعية في المغرب الأوسط الجزائر والأدنى حاربها "بنو يفرن' وتحالفوا مع بني أمية حكام الأندلس ولكنهم تلقوا عدة هزائم وسقطت عاصمتهم تلمسان والتجأ قادتهم المتبقون إلى سلا وتادلة في المغرب الاقصى.[بحاجة لمصدر]
استرجع «بنو يفرن» تلمسان مرة أخرى ونصبوا فيها خليفة ايفرنيا هو «أبو سدة» والذي كان عليه مجابهة التحالف الحمادي الهلالي من الشرق ولكنه قتل على أيدي هؤلاء.[بحاجة لمصدر]

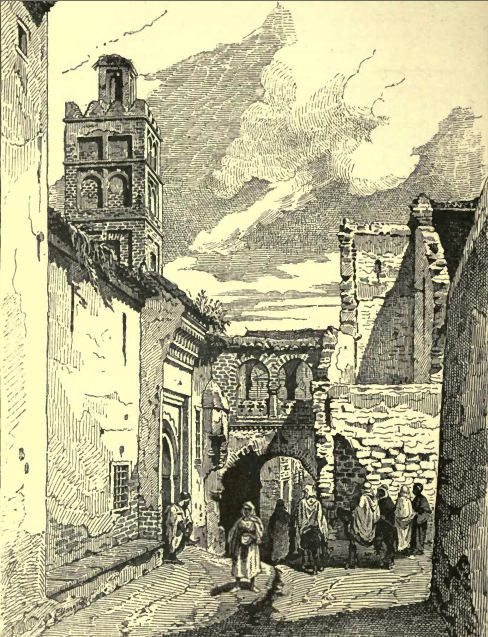
تلمسان في القرن الثامن عشر.

في الأندلس كون «بنو يفرن» طائفة رندة وتركوا فيها أثارا كبيرة باقية إلى يومنا هذا.[بحاجة لمصدر]
كانت نهائة الدولة الايفرينية على يد المرابطين في القرن 11 ميلادي ترك «بنو يفرن» اثارا عظيمة منها مدن سلا وتادلة وتقرت ونقاوس وقلعة تلمسان وأسوارها القديمة ناحية «اقادير» و «مدينة رندة» واسواراها وبنوا أول مسجد في ورقلة وبنى أحد قادتهم تميم بن زيري مسجد سلا.[بحاجة لمصدر]
في ولاية البويرة بالجزائر عُثِر على 300 قطعة نقدية منها 60 ذهبية و 3 منها نقش عليها اسم (ابي يزيد) أحد قادة وملوك بني يفرن.[بحاجة لمصدر]
«حي اقادير النواة التي انطلق منها بناء تلمسان الإسلامية وصومعة مسجد سلا في المغرب الأقصى ثم أسوار مدينة رندة الأندلسية التي بناها أبو نور اليفرني.[بحاجة لمصدر] وبنو يفرن هؤلاء من شعوب زناتة وأوسع بطونهم وهم عند نسابة زناتة بنو يفرن بن يصلتين بن مسرا بن زاكيا بن ورسيك بن الديرت بن جانا واخوته مغراوة وبنو يرنيان وبنو واسين والكل بنو يصلتين ويفرن في لغة البربر هو القار وبعض نسابتهم يقولون ان يفرن هو ابن ورتنيذ بن جانا واخوته مغراوة وغمرت ووجديجن وبعضهم يقول يفرن بن مرة بن ورسيك بن جانا وبعضهم يقول هو ابن جانا لصلبه والصحيح ما نقلناه عن أبي محمد بن حزم (وأما) شعوبهم فكثير ومن أشهرهم بنو واركوا ومرنجيصة وكان بنو يفرن هؤلاء لعهد الفتح أكبر قبائل زناتة وأشدها شوكة وكان منهم بإفريقية وجبل الأوراس والمغرب الأوسط الجزائر حاليا بطون وشعوب فلما كان الفتح غشى إفريقية ومن بها من البربر جنود الله المسلمون من العرب فتطامنوا لبأسهم حتى ضرب الدين بجرانه وحسن اسلامهم ولما فشى دين الخارجية في العرب وغلبهم الخلفاء بالمشرق واستلحموهم نزعوا إلى القاصية وصاروا يبثون بها دينهم في البربر فتلقفه رؤساؤهم على اختلاف مذاهبه باختلاف رؤس الخارجية في أحكامهم من إباضية وصفرية وغيرهما كما ذكرناه في بابه ففشا في البربر وضرب فيه يفرن هؤلاء بسهم وانتحلوه وقاتلوا عليه وكان أول من جمع لذلك منهم أبو قرة من أهل المغرب الأوسط ثم من بعده أبو يزيد صاحب الحمار وقومه بنو واركوا ومرنجيصة ثم كان لهم بالمغرب الأقصى من بعد الانسلاخ من الخارجية دولتان على يد يعلى بن محمد صالح وبنيه.[بحاجة لمصدر]